# Brad Guzan
Bradley Edwin "Brad" Guzan, född den 9 september 1984 i Evergreen Park i Illinois, är en amerikansk professionell fotbollsmålvakt som spelar för Atlanta United och för USA:s herrlandslag i fotboll.

## Meriter

### USA
- Concacaf Gold Cup: 2007
- Fifa Confederations Cup: Tvåa 2009

### Aston Villa
- Ligacupen: Tvåa 2009/10

### Individuella
- MLS Best XI: 2007
- MLS Goalkeeper of the Year: 2007